# Martín Villar García
Martín Villar García (Tarazona, 1835) fue un académico y político español del siglo XIX.

## Reseña biográfica
Aunque algunas reseñas lo citan como procedente de Zaragoza no aportan fuentes originales mientas que otras lo mencionan como procedente de Tarazona citando la documentación de la época. Consta como propietario de bienes en las comarcas de Tarazona y Borja.
Estudió en Zaragoza y Madrid y se doctoró en Filosofía y Letras en la Universidad Central de Madrid en 1858 con un trabajo sobre el génesis en una época en que la literalidad de la Biblia era motivo de controversia en los estudios clásicos. Fue posteriormente catedrático de Lengua hebrea en la Universidad de Oviedo y de Literatura clásica griega y latina en la Universidad de Zaragoza.
En Zaragoza fue autor de un manual sobre literatura latina en 1866, considerado el texto de referencia sobre la materia en la España de la época. Villar García sería así uno de los principales exponentes de la resurgencia de los estudios clásicos y de la Universidad de Zaragoza. Opuesto a la condena de los clásicos del ultracatolicismo, fue junto a Andrés Cabañero y Temprado responsable en Zaragoza de un destacado área de estudios clásicos. La Diputación Provincial subvencionó desde 1866 la ampliación de la formación impartida y Villar añadió asimismo Hebreo a sus clases. El manual de literatura latina de Villar García sería ampliado con textos griegos para convertirlo en un manual de literatura clásica reimpreso en 1875. Villar García fue asimismo decano de la Facultad de Filosofía desde 1870 y presidente del tribunal que examinó a José Martí durante su estancia en Zaragoza.
Fue elegido diputado provincial por Tarazona en 1877 y del 3 de mayo de 1878 al 4 de enero de 1883 fue presidente de la Diputación Provincial de Zaragoza. De su gobierno se recuerda especialmente la reforma del Instituto de Segunda Enseñanza en Zaragoza.
Tras su etapa en la diputación provincial regresó a la universidad, siendo rector de la Universidad de Zaragoza de 1884-85 y de 1890 a 1892. De su rectorado se recuerda el traslado de la biblioteca de la Universidad de Zaragoza para hacer sitio a la expansión de la facultad de ciencias. Asimismo Zaragoza logró una segunda cátedra de estudios griegos.
Entre 1891 y 1892 fue senador electo por la provincia de Zaragoza. Fue reelegido para un segundo mandato en 1896-1898.